# 石川経夫
石川 経夫（いしかわ つねお、1947年3月11日 - 1998年6月26日）は、日本の経済学者。専門は、所得分配論。

## 来歴
1947年に神奈川県鎌倉市に生まれ、東京都で育つ。
東京教育大学附属高等学校（現・筑波大学附属高等学校）を経て、1969年に東京大学経済学部を卒業。
同年9月、ジョンズ・ホプキンス大学大学院に入学。
経済学者の橘木俊詔とは大学院時代の親友にあたる。
1972年11月、ジョンズ・ホプキンス大学経済学博士(Ph.D.)を取得。
1973年2月、ケネス・アロー教授に招かれ、ハーバード大学助教授に就任。
東大助教授を経て、1988年東京大学経済学部教授。
東大・第24代総長、有馬朗人の下で、総長補佐を務めた。
1998年、51歳で死去した。

## 石川経夫基金と石川賞
石川の死後、その夭折を惜しんだ関係者や教え子たちの募金により、「石川経夫基金」が設立され、石川の業績を国内外に広く紹介するための事業が行われた。また、石川経夫基金は日本経済学会に寄付するとともに、石川と関係の深い分野での経済学研究上の貢献に対して賞を与えることを同学会に提案した。これを受けて同学会は2004年9月総会にてこの提案を受け入れ「日本経済学会・石川賞」を創設することを決定した。
2006年度以降、毎年賞の選考・授与が行われている。

## 著書

### 単著
- 『所得と富』（岩波書店 1991年）
- 『分配の経済学』（東京大学出版会 1999年）
- 『INCOME DISTRIBUTION THEORY』（東京大学出版会 2001年）

### 編著
- 『日本の所得と富の分配』（東京大学出版会 1994年）

### 共編著
- 『日本経済研究』（東京大学出版会 1988年）（岩田規久男との共著）
- 『社会の現実と経済学』（岩波書店 1994年）（宇沢弘文、佐和隆光、宮本憲一、内橋克人との共著）

### 翻訳
- 『貨幣の理論』（J・ニーハンス編）（東京大学出版会 1980年）